# Is This Love (piosenka Whitesnake)
Is This Love – piosenka brytyjskiego zespołu Whitesnake wydana w 1987 roku na singlu, który promował ich eponimiczny album. Utwór został napisany przez Davida Coverdale’a i Johna Sykesa.
Singiel z piosenką w wykonaniu Whitesnake był przebojem, który dotarł do 2. miejsca w najważniejszym amerykańskim zestawieniu Hot 100, przygotowywanym przez czasopismo „Billboard” (ich 2. największy hit w USA po „Here I Go Again”, który był #1), i 9. pozycji na głównej brytyjskiej liście przebojów UK Singles Chart.

## Historia powstania
Power ballada „Is This Love” napisana została przez wokalistę Davida Coverdale’a i gitarzystę Johna Sykesa. Pomysł na tę piosenkę wyszedł od Coverdale’a, gdy członkowie grupy przybyli do południowej Francji na sesje nagraniowe. Pierwotnie kompozycja miała być zaproponowana amerykańskiej piosenkarce Tinie Turner. Mimo że Coverdale początkowo powiedział Sykesowi, że nowo powstała melodia nie była przeznaczona dla Whitesnake, to, po tym jak Sykes zaczął grać na gitarze melodię wykorzystującą ornamenty i późniejszej sugestii właściciela wytwórni Davida Geffena, uznano, że utwór powinien być częścią repertuaru grupy. W jednym z wywiadów Coverdale powiedział:

Zanim [przed wyjazdem do Francji] pożegnałem się z przyjacielem z EMI, poprosił mnie o jakieś pomysły, które odpowiadałyby Tinie Turner. To był moment, w którym pojawił się pierwszy pomysł na «Is This Love».

## Warstwa muzyczna i liryczna
Kompozycja zaczyna się powoli z lekko pulsującą melodią, po czym śpiew zaczyna Coverdale m.in. z vibrato (Than to let you go alone), a następnie piosenka ożywia się i ulega intensyfikacji. Przez cały utwór przewija się powtarzany zwrot melodyczny grany na keyboardzie.
Piosenka jest kompozycją o najbardziej delikatnym brzmieniu i subtelnej warstwie lirycznej w dorobku zespołu, w której Coverdale, w opozycji do swojego dotychczasowego usposobienia napędzanego testosteronem, nie ukrywał swoich uczuć.

## Teledysk
W wideoklipie do „Is This Love” przedstawiono słodko-gorzką historię zerwania mężczyzny (Coverdale) z jego dziewczyną, którą zagrała amerykańska aktorka Tawny Kitaen (którą poślubił w 1989 r.). Przedstawiona w krótkim filmie kokietująca partnerka mężczyzny, będącego podmiotem lirycznym w utworze, ubrana jest w obcisłą białą sukienkę.

## Wersje na żywo
Kompozycja „Is This Love” znalazła się na kilku albumach koncertowych grupy Whitesnake, m.in. Live… in the Shadow of the Blues (2006) i Live at Donington 1990 (2011).

## Personel
Źródło: 
- David Coverdale – wokal
- John Sykes – gitara, wokal wspierający
- Neil Murray – gitara basowa
- Aynsley Dunbar – perkusja
- Don Airey – keyboardy

## Listy przebojów
| Kraj | Lista                          | Pozycja | Źr.    |
| ---- | ------------------------------ | ------- | ------ |
| AU   | Top 100 Singles                | 12      | [ 16 ] |
| EU   | European Hot 100 Singles       | 46      | [ 17 ] |
| NL   | Single Top 100                 | 31      | [ 18 ] |
| ES   | Los 40 Principales             | 1       | [ 19 ] |
| IE   | Top 100 Singles                | 21      | [ 20 ] |
| CA   | „RPM” Top Singles              | 11      | [ 21 ] |
| PL   | LP3                            | 9       | [ 22 ] |
| GB   | Official Singles Chart Top 100 | 9       | [ 5 ]  |
| US   | Hot 100                        | 2       | [ 3 ]  |
| US   | Mainstream Rock                | 13      | [ 23 ] |

Listy końcoworoczne
| Kraj | Lista   | Pozycja | Źr.    |
| ---- | ------- | ------- | ------ |
| US   | Hot 100 | 17      | [ 24 ] |

## Reedycja
W 1994 roku piosenka została ponownie wydana na singlu. Na stronie A wydawnictwa umieszczono też drugi utwór, którym był „Sweet Lady Luck”. Singiel promował kompilację grupy Greatest Hits (1994). Ten singiel z podwójną stroną A dotarł do 25. miejsca na brytyjskiej liście UK Singles Chart.